# Ephel Duath
Ephel Duath es una banda italiana de metal progresivo originaria de Padua y formada en 1998.

## Historia
Ephel Duath se formó en 1998 como un dúo, tomando el nombre de un lugar ficticio de la novela El Señor de los Anillos de J. R. R. Tolkien. Su álbum debut, Phormula, salió a la venta en el sello Code666 en el año 2000. Tras esta publicación, la banda firma un contrato discográfico con Elitist Records (división de Earache Records) y reeditó el álbum con canciones de una demo anterior bajo el nombre de Rephormula (2001). Con la intención de formar un grupo nuevo, el fundador Davide Tiso reclutó a varios músicos de la escena underground de rock progresivo, punk y jazz italiana. El primer disco de esta alineación fue The Painter's Palette, que presenta una extraña mezcla de hardcore punk y jazz fusión. Dos años después salió Pain Necessary to Know, tras el cual el batería Davide Piovesan fue sustituido por Sergio Ponti, y el bajista Fabio Fecchio fue expulsado, convirtiéndose el grupo en un trío con la intención de "explorar nuevas dimensiones musicales". Su último álbum de estudio, Through My Dog's Eyes, salió a la venta en enero de 2009.

## Miembros

### Alineación actual
- Davide Tiso – guitarra, teclados y voces (1998–presente)
- Luciano George Lorusso – voces (2003–presente)
- Marco Minnemann – batería en estudio (2008–presente)
- Andrea Rabuini – batería en directo (2008–presente)

### Antiguos miembros
- Giuliano Mogicato – bajo, guitarra y voces (1998–2001)
- Davide Tolomei – voces (2003–2004)
- Davide Piovesan – batería (2003–2005)
- Fabio Fecchio – bajo (2003–2006)
- Riccardo Pasini – teclados (2005)
- Sergio Ponti – batería (2006–2007)

## Discografía

### Álbumes de estudio
- Phormula (2000)
- Rephormula (2001)
- The Painter's Palette (2003)
- Pain Necessary to Know (2005)
- Through My Dog's Eyes (2009)